# Земо-Убани
Земо-Убани (груз. ზემო უბანი) — село в Грузии, в муниципалитете Душети края Мцхета-Мтианети. 

## География
Село расположено в северной части края, в 20 километрах по прямой к юго-востоку от центра муниципалитета Душети. Высота центра — 1240 метров над уровнем моря.

## Население
По данным переписи населения 2014 года, в селе проживало 8 человек.
| Год  | Население |
| ---- | --------- |
| 2002 | 9         |
| 2014 | 8         |